# Gilles Grimandi
Gilles Grimandi (Gap, 11 november 1970) is een voormalig Frans voetballer. Hij speelde onder meer als verdediger voor AS Monaco en Arsenal FC. Tegenwoordig is hij scout in Frankrijk voor Arsenal.
Met AS Monaco werd hij in 1997 landskampioen. Met Arsenal won hij twee keer The Double, in 1998 en 2002.
In 2004 werd Grimandi opgenomen in de technische staf van ASOA Valence. Ondanks de club dat seizoen tweede eindigde in de competitie (Championnat National) werd, werd de club naar een lagere klasse verwezen na financiële problemen.

## Erelijst
Arsenal
- Premier League

1998, 2002
- FA Cup

1998, 2002